# Conjunto histórico de Archidona
El conjunto histórico de Archidona se asienta al pie del promontorio del Santuario de la Virgen de Gracia a 945 m de altitud, dominando la Vega, de fértil regadío en la época árabe, y hoy plantada de cultivos de secano. Sus altitudes más significativas son la plaza de la Victoria, 700 m; el Llano de San Juan (ensanche moderno), 745 m y el acceso suroeste, 650 m.

## Descripción
El Conjunto Histórico tiene forma netamente triangular. Sus bordes, bien definidos, coinciden con límites topográficos claros.
Su estructura viaria se apoya en dos ejes principales que coinciden con las vías principales de tráfico: la calle Carrera, que discurre paralela a las curvas de nivel por la parte alta y conecta la zona de la campiña con el centro urbano; y la calle nueva, que discurre a una cota inferior y en una depresión que atraviesa el núcleo, muy próximo a su borde Sur y que constituye la antigua ruta Antequera-Granada, de fuerte pendiente hacia la campiña. Ambas calles confluyen en la plaza de la Victoria. 
El resto del viario lo constituye un sistema de calles paralelas a las curvas de nivel. En la parte alta: Siles, Don Carlos, Almohalla, Piedrahíta y Alta, de las cuales sólo la primera es accesible en toda su longitud al tráfico rodado. Por debajo de calle Carrera discurre otro sistema de calles similar: Pilarejo, Salazar, José Cabrera y Molinillo, también apoyadas sobre curvas de nivel, que se diluyen en las proximidades de la plaza Ochavada, otro de los focos principales, cuya posición casi tangente a calle Nueva junto con la próxima confluencia de la calle Empedrada, configuran de este modo otro de los principales centros de la ciudad. Es típica la utilización de la acera elevada o "citarilla" para salvar el desnivel entre calzada y suelos de planta baja.
El sistema viario se completa con calles transversales, perpendiculares a las curvas de nivel, que constituyen claramente el sistema secundario. Su fuerte pendiente y escasa anchura hace que muchas de ellas sean solamente peatonales, exceptuando la calle Empedrada, entre Carrera y Nueva, que asume un papel comercial importante.
La otra vía importante, la carretera N-342, aunque discurre fuera del Conjunto Histórico y bordeándolo, ha asumido un papel decisivo en la estructura del núcleo, absorbiendo todo el tráfico de paso Antequera-Granada, constituyendo el borde y límite del crecimiento del Casco por el sur y aglutinando a lo largo de ella el ensanche moderno que se desarrolla en dirección oeste y a lo largo de esta vía.
Las manzanas son en general alargadas y sensiblemente rectangulares. Se apoyan sobre las calles principales con un tipo de parcela de fachada estrecha y mucho fondo. El ancho medio de fachada está comprendido entre 6 y 10 metros y fondos no superiores a 30 metros, aunque existen excepciones. El tamaño de la parcela oscila entre 60 y 450 metros cuadrados, concentrándose las inferiores a 100 metros cuadrados en la zona alta y las superiores a 300 en la zona de la calle Carrera hacia abajo.
El Conjunto tiene dos barrios claramente diferenciados por el tipo de edificación, el barrio central burgués y el barrio periférico más popular, conteniendo este último zonas de ensanche aún sin consolidar. Las tipologías residenciales más significativa responden a la vivienda unifamiliar tradicional, con crujías paralelas a fachada y a la casa-patio; ambas de dos o tres plantas. Generalmente la tercera planta sólo suele ejecutarse en segunda crujía.

## Evolución histórica
A partir del siglo XVI, eliminados los problemas fronterizos al haber desaparecido la dominación musulmana, los archidonenses se inclinaron a establecer sus viviendas fuera de la protección del castillo emplazado en la Sierra del Conjuro. Esta ocupación se realizó mediante la creación de bandas edificadas paralelas a las curvas de nivel, y entre sí, con calles transversales siguiendo la línea de máxima pendiente, escalonadas y angostas en muchos tramos. Se construyó la Iglesia de Santa Ana y las casas que formaron la calle principal denominada de la Carrera, que se organizó siguiendo el itinerario de una serie de ermitas ya existentes. 
Paralela a la calle Carrera, la calle Nueva se fue extendiendo hacia la Vega de Antequera. En el siglo XVIII, se construyó la Plaza Ochavada, en lugar conocido por el Muladar de San Roque, así como las viviendas alineadas con los caminos que entraban y salían de la villa en las direcciones de Antequera y Loja, tomando el aspecto actual que, salvo pequeñas y modernas edificaciones se ha conservado hasta nuestros días.